# Carneville

Carneville este o comună în departamentul Manche, Franța. În 1 ianuarie 2022 avea o populație de 240 de locuitori.
Geografie
Comuna se află pe peninsula Cotentin, în apropierea coastei Mării Mânecii. Coordonatele geografice sunt 49°39'50" latitudine nordică și 1°26'47" longitudine vestică. 
Teritoriul comunei este traversat de râul Poult, cunoscut și sub numele de Nô, un mic curs de apă cu o lungime de 4,6 km, care își are izvorul în Saint-Pierre-Église și se varsă în Marea Mânecii la Fermanville. 
Carneville este înconjurată de mai multe comune: Fermanville la nord, Cosqueville la nord-est, Théville la est, Gonneville-Le Theil la sud și Maupertus-sur-Mer la vest. 